# Antonio José Álvarez de Abreu
Antonio José Álvarez de Abréu, I marqués de la Regalía (Santa Cruz de La Palma, La Palma, Canarias, 7 de febrero de 1683 u 8 de julio de 1688 – Madrid, 28 de noviembre de 1756) fue un noble y abogado español del siglo XVIII.  

## Biografía
Hijo del sargento Domingo Álvarez y de María Yánez de Abreu, inició sus estudios con los frailes de su ciudad natal y continuó posteriormente los de Latín y Filosofía en el convento agustino de San Cristóbal de La Laguna (Tenerife). En la Universidad de Salamanca estudió Leyes y en Madrid fue recibido por abogado de los Reales Consejos (1711).
Dada la fama conseguida como abogado y buen conocedor de las regalías reales (impuestos), el rey Felipe V de España le nombró en 1714 Alcalde Visitador de la Veeduría General del Comercio entre Castilla y las Indias, y juez conservador del navío-registro del marqués de Montesacro, con destino en Venezuela. En 1715 se hizo cargo de la cátedra de Derecho Civil en el colegio-seminario de Santa Rosa (hoy Universidad Central de Venezuela), iniciando esta materia en tierras venezolanas. En 1726 publicó en Madrid su obra más famosa: "Víctima real legal, discurso único jurídico-histórico-político, sobre que las vacantes mayores, y menores de las iglesias de las Indias Occidentales, pertenecen a la Corona de Castilla y León, con pleno, y absoluto dominio". La repercusión que tuvo esta obra sobre el aumento de los ingresos a la Corona (un millón de reales anuales) se ha asociado a la concesión que Felipe V le hizo del Marquesado de la Regalía.
Otros cargos que desempeñó Antonio José fueron: Gobernador de Caracas (1721), Asesor del comisario real de la Marina en La Habana y en Veracruz (1722), Asesor de la superintendencia de Rentas Reales (1726), Ministro de la Casa de Contratación de Indias (1727), Asesor de rentas generales en la aduana de Cádiz (1728), Ministro del Real Consejo de Indias (1730), Ministro de Azoguez (1731), Ministro de Negros (1732), Ministro de Tabaco y Asesor de la supeintendencia general de Azoguez(1737) y subdelegado de la misma (1741), Ministro de Dependencias de Extranjeros (1744).
Sus grandes conocimientos y erudición le convirtieron en un asesor y consultor permanente para los temas de Estado, por ejemplo, los derechos del rey de España a algunos estados hereditarios de la casa de Austria, las plenipotencias que debían ejecutarse por la Secretaría de Estado ante la Dieta de Fráncfort, la respuesta al manifiesto del duque de Saboya sobre Milán, etc.
Sobre su vida familiar, se había casado en la catedral de Caracas, Venezuela, con Teresa Cecilia Bertodano y Knepper, en 1716, de cuyo matrimonio tuvo dos hijos que le sucederían, sucesivamente, en el Marquesado de la Regalía, José Antonio Álvarez de Abreu y Bertodano (Caracas, 1717 - Madrid, 1775), Caballero de Santiago (Orden de Santiago), Académico de número de la Real de la Lengua y Ministro del Consejo de Hacienda, y Jaime Alberto Álvarez de Abreu y Bertodano (Sevilla, 1730 - Madrid, 1797), Caballero de Santiago y Oficial del Regimiento de Caballería de la Reina.
El museo municipal de Parthenay (Francia) conserva un cuadro que lo representa en su biblioteca, pintura atribuida al pintor Antonio González Ruiz.